# Jolanta Gliniecka
Jolanta Danuta Gliniecka (ur. 1951) – profesor finansów i prawa finansowego, kierownik Katedry Prawa Finansowego Wydziału Prawa i Administracji Uniwersytetu Gdańskiego. Profesor Instytutu Ekonomicznego Państwowej Wyższej Szkoły zawodowej w Elblągu. Stopień doktora habilitowanego uzyskała w 1993 a tytuł profesora zwyczajnego w 2008.

## Pełnione funkcje
- Prodziekan ds. studiów stacjonarnych w dwóch kolejnych kadencjach (w latach 1993–1999).[na jakiej uczelni?]
- Członek Rady Naukowej przy Prezesie NBP (w kadencji 1995–1997)
- Stały ekspert Biura Studiów i Ekspertyz Kancelarii Sejmu (1995–1998)
- Wiceprzewodnicząca Komisji Dyscyplinarnej przy Radzie Głównej Szkolnictwa Wyższego (2002–2005). Działalność ta została wyróżniona nagrodą Ministra Edukacji Narodowej i Sportu (2004)
- Członek Komisji Egzaminacyjnej do spraw aplikacji notarialnej przy Ministrze Sprawiedliwości (2006–2008)
- Członek Rady Programowej Miesięcznika „Prawo i Podatki” Oficyny Prawa Polskiego Wydawnictwa „Wiedza i Praktyka” (od 2006)
- Członek Komisji Egzaminacyjnej do spraw przeprowadzania egzaminów konkursowego i komorniczego przy Ministrze Sprawiedliwości (2012–2014)
- Członek Rady Naukowej „Gdańskich Studiów Prawniczych-Przegląd Orzecznictwa” (od 2012)

## Odznaczenia
- Medal 50-lecia Uniwersytetu Gdańskiego (2021)[3]